# كارل زيمرمان
كارل زيمرمان (بالإنجليزية: Carl Zimmerman)‏ هو وكيل مواهب أمريكي، ولد في 15 نوفمبر 1929 في بروكلين في الولايات المتحدة.